# 臺中市大里區崇光國民小學
臺中市大里區崇光國民小學，簡稱崇光國小，為紓解本地日益眾多的學子，於民國71年（1982年）籌設，定名為「臺中縣大里鄉崇光國民小學」。民國82年（1993年）11月1日，大里鄉升格為縣轄市後，改稱臺中縣大里市崇光國民小學。民國99年（2010年）12月25日，臺中市及臺中縣合併升格為直轄市後，改稱臺中市大里區崇光國民小學。學區總共包含了就近的區域大里區大明里、祥興里、東興里全部，西榮里(18、19及22鄰除外)地區。
崇光國民小學於民國七十二年創校，迄今已有四十年校史，校地面積約二點五公頃，位於大里市東興里，北隔南門橋與台中市相銜接，南有國立
興大附中，東鄰台中市通往南投日月潭省道，西與國立中興大學遙望．是一所新興都會區的小學。目前計有普通班四十八班，分散式資源班2班及幼兒園3班，學生數約有一千二百餘人。學校在創校鄭任卿校長的領導下奠定良好的基礎，再加上蔡耀堂、宋智惠、傅竹欽、江志斌、趙景惠、林再山等歷任校長及全校師生努力經營下，地方賢達仕紳熱心參與鼎力支持，學校已成為社區文化精神堡壘。
而其地址在於台中市大里區大明路一百八十一號

### 書籍
- 《臺灣地名辭書》卷十二《臺中縣》第二冊，第13頁

## 外部連結
- 崇光國小 （页面存档备份，存于）